# Чемпіонат України з футболу серед ветеранів
Чемпіонат України серед ветеранів — три вікові ветеранські ліги українського футболу. У змаганнях беруть участь клуби, сформовані колишніми професійними футболістами, а також гравцями-аматорами, чий вік не суперечить віковим цензом. Сезон триває з квітня до вересня-жовтня. Чемпіонати проводяться під егідою Асоціації ветеранів футболу України.

## Формула розіграшу
Чемпіонат проводиться в чотирьох вікових категоріях (35+, 45+, 50+, 55+). Спочатку в групових зональних турнірах визначаються учасники фінальної стадії (двораундовий плей-офф або фінальний турнір), за підсумками якої визначаються переможці та призери.
Команди, які вибувають з боротьби за медалі на ранніх стадіях, включаються в боротьбу за Кубок країни. Лідери чемпіонату, як правило, не беруть участь у кубковому розіграші, так як він починається під час вирішальної стадії плей-офф чемпіонату.

## Ветерани (35 +)

### Чемпіонат України
Перший чемпіонат України серед молодших ветеранів був проведений в 1998 році. У ньому взяли участь 19 клубів, які боролися за медалі з 27 червня по 4 жовтня. Першим чемпіоном України став одеський «Рішельє», у фіналі за сумою двох зустрічей (0: 0, 3: 2) обіграв дніпропетровський «Дніпро», який став срібним призером. Бронзові медалі завоювало слов'янське «Динамо», який здолав у матчах за третє місце бориспільський «Авіатор» (0: 0, 0: 0 — по пенальті 4: 3).
Найчастіше матчі за третє місце не проводяться. У цьому випадку бронзовими медалістами стають невдахи півфінальних матчів.

## Ветерани (45 +)

### Чемпіонат України
Перший чемпіонат України серед ветеранів старше 45 років був проведений в жовтні 2001 року. Першим чемпіоном України серед ветеранів 45+ став одеський «Рішельє», у фіналі з рахунком 1: 0 обіграв Феодосійську «Кафу», що стала срібним призером. Бронзові медалі завоювала миколаївська команда «Ветеран-Інтерфірма», яка здолала в грі за третє місце слов'янське «Динамо» (1: 0).
| Сезон | Чемпіон                | 2-ге місце               | 3-ге місце                                 |
| 2001  | «Рішельє» Одеса        | «Кафа» Феодосія          | «Ветеран-Інтерфірма» Миколаїв              |
| 2002  | Рішельє" Одеса         | «Кафа» Феодосія          | «Динамо» Слов'янськ                        |
| 2003  | ФК «Харків»            | «Кафа» Феодосія          |                                            |
| 2004  | «Іллічівець» Маріуполь | «Металліст» Харків       |                                            |
| 2005  | «Іллічівець» Маріуполь | «НІколь» Суми            | «Ветеран» Миколаїв                         |
| 2006  | «Рішельє» Одеса        | «Миколаївхліб» Миколаїв  | «Ніколь» Суми                              |
| 2007  | «Іллічівець» Маріуполь | «НІколь» Суми            | «Ніанат» Миколаїв                          |
| 2008  | «Рішельє» Одеса        | «Карпати» Дрогобич       | «Іллічівець» Маріуполь                     |
| 2009  | «Карпати» Мукачево     | «Рішельє» Одеса          | «Іллічівець» Маріуполь                     |
| 2010  | «Збруч» Підволочиськ   | «Полісся» Житомир        | «Рішельє» Одеса / «Іллічівець» Маріуполь   |
| 2011  | «Рішельє» Одеса        | «Карпати» Мукачево       | «Іллічівець» Маріуполь / «Сільмаш» Коломия |
| 2012  | «Рішельє» Одеса        | «Полісся» Житомир        | «Укрпошта-Вінниця» / «Сільмаш» Коломия     |
| 2013  | «Рішельє» Одеса        | «Зоря» Умань             | «Іллічівець» Маріуполь                     |
| 2014  | ФК «Пирятин»           | «Рішельє» Одеса          | Зб. Вінницької області / «Сільмаш» Коломия |
| 2015  | ФК «Пирятин»           | «Сільмаш» Коломия        | «Іллічівець» Маріуполь                     |
| 2016  | «Сільмаш» Коломия      | ФК «Пирятин»             | «Поділля» Хмельницький                     |
| 2017  | «Інтер» Хмельницький   | ФК «Запоріжжя-Бердянськ» | ФК «Пирятин»                               |
| 2018  | «Буковина» Чернівці    | «Рішельє» Одеса          | «Абориген» Луцьк                           |
| 2019  | «Буковина» Чернівці    | «Абориген» Луцьк         | ФК «Пирятин»                               |

## Ветерани (50 +)

### Чемпіонат України
Перший чемпіонат України серед ветеранів старше 50 був проведений в листопаді 2012 року. Першим чемпіоном України серед ветеранів 50+ став колектив «Аміко» з Андрушівки.
| Сезон | Чемпіон            | 2-ге місце          | 3-ге місце         |
| 2012  | «Аміко» Андрушівка | «Центромаш» Зугрес  | «Абориген» Луцьк   |
| 2013  | «Абориген» Луцьк   | «Буковина» Чернівці | «Карпати» Мукачево |
| 2014  | «Гірник» Соснівка  | «Аміко» Андрушівка  | «Абориген» Луцьк   |

## Ветерани (55 +)

### Чемпіонат України
Перший чемпіонат України серед ветеранів старше 55 був проведений в 2014 році. Першим чемпіоном України серед ветеранів 55+ став луцький «Абориген».
| Сезон | Чемпіон          | 2-ге місце   | '3-ге місце      |
| 2014  | «Абориген» Луцьк | «Маяк» Сарни | «Ветеран» Сілець |